# Guibemantis kathrinae
Guibemantis kathrinae är en groddjursart som först beskrevs av Glaw, Vences och Viola Gossmann 2000.  Guibemantis kathrinae ingår i släktet Guibemantis och familjen Mantellidae. IUCN kategoriserar arten globalt som otillräckligt studerad. Inga underarter finns listade i Catalogue of Life.